# Barbara Towpik
Barbara Towpik (ur. 29 września 1969) – polska lekkoatletka, specjalizująca się w biegach średnich i długich, medalistka mistrzostw Polski.

## Kariera sportowa
Była zawodniczką Gryfa Słupsk, jej trenerem był Zenon Bartoś.
W 1989 zdobyła brązowy medal młodzieżowych mistrzostw Polski w biegu na 3000 metrów, w tej samej kategorii wiekowej została w 1990 mistrzynią Polski w biegu na 10 000 metrów. Na mistrzostwach Polski seniorek zdobyła jeden medal: brązowy w biegu przełajowym na 3 km w 1989.  
Rekordy życiowe:
- 1500 m: 4:22,29 (29.06.1989)
- 3000 m: 9:24,60 (3.09.1989)
- 5000 m: 16:59,04 (18.06.1991)
- 10 000 m: 34:29,91 (9.06.1990)